# Luba (Abra)
Luba (Bayan ng Luba, Abra) är en kommun i Filippinerna. Kommunen ligger på ön Luzon, och tillhör provinsen Abra. Folkmängden uppgår till 6 363 invånare.
Luba är indelat i 8 barangayer.